# Конева (Винницкая область)
Конева́ (укр. Конева) — село на Украине, находится в Могилёв-Подольском районе Винницкой области.
Население по переписи 2001 года составляет 555 человек. Почтовый индекс — 24042. Телефонный код — 4337.
Занимает площадь 1,42 км².

## Адрес местного совета
24027, Винницкая область, Могилёв-Подольский р-н, с. Конева, ул. Ленина, 48